# Hengnau
Hengnau ist ein Gemeindeteil der Gemeinde Wasserburg im bayerisch-schwäbischenLandkreis Lindau (Bodensee) in Deutschland.

## Geographie

### Lage
Das Dorf liegt nördlich des Hauptorts Wasserburg. Nördlich des Orts verläuft der Nonnenbach.

## Geschichte
Hengnau wurde erstmals urkundlich im Jahr 1415 als Henggnow erwähnt. Der Ortsname stammt vom Personennamen Hengo bzw. Henco ab.

## Baudenkmäler
Siehe auch: Liste der Baudenkmäler in Hengnau